# Blanche-Neige et le Chasseur
Pour les articles homonymes, voir Blanche-Neige (homonymie).
Série
Le Chasseur et la Reine des glaces
(2016)
Pour plus de détails, voir Fiche technique et Distribution.
Blanche-Neige et le Chasseur  (Snow White and the Huntsman) est un film américano-anglais réalisé par Rupert Sanders et sorti en 2012. Il s'agit d'une adaptation du conte Blanche-Neige, de Jacob et Wilhelm Grimm, paru en 1812.
Kristen Stewart incarne le rôle-titre. Celle-ci s'allie à un chasseur (Chris Hemsworth) et des nains, pour faire face à la reine maléfique Ravenna, interprétée par Charlize Theron.
Le film est suivi d'une préquelle-suite, Le Chasseur et la Reine des glaces, réalisée par Cédric Nicolas-Troyan et sortie en 2016.

## Synopsis
Dans le royaume de Tabor, la Reine Eleanor se pique le doigt à l'une de ses épines. Des gouttes de sang tombent sur la neige, et elle souhaite alors avoir une fille à la peau blanche comme la neige, aux lèvres rouges comme le sang, à la chevelure noire comme les ailes d'un corbeau, et au cœur fort comme la rose qui fleurit malgré le froid. Elle donne naissance à une fille, Blanche-Neige.
Quelques années plus tard, la reine tombe malade et décède. Peu après sa mort, le Roi Magnus et son armée combattent une armée de soldats démoniaques faits de verre. Le roi secourt leur prisonnière, Ravenna, tombe sous le charme de sa beauté et l'épouse immédiatement.
Ravenna s'avère en fait être une sorcière très puissante et invocatrice de l'armée démoniaque. Lors de leur lune de miel, Ravenna avoue à Magnus qu'autrefois, un roi comme lui l'a fait souffrir. Refusant d'être une reine faible, elle tue Magnus et prend contrôle du royaume. L'ami d'enfance de Blanche-Neige, William, et son père, le Duc Hammond, s'échappent mais n'arrivent pas à emmener la princesse avec eux. Cette dernière est capturée et gardée prisonnière dans une tour pendant de nombreuses années.
Ravenna règne en tyran sur le royaume de Tabor, qui tombe en ruine. Pour garder la beauté et la jeunesse éternelle, à cause d'un sort lancé par sa mère, elle aspire la jeunesse des jeunes filles du royaume. Quand Blanche-Neige arrive en âge d'être une femme, le Miroir magique dit à Ravenna que sa belle-fille est destinée à la détruire, à moins qu'elle ne consomme son coeur, ce qui la rendrait immortelle. Ravenna ordonne alors à Finn, son frère et homme de main, de lui amener le coeur de Blanche-Neige, mais cette dernière s'enfuit dans l'Obscure Forêt, où Ravenna n'a aucun pouvoir. Elle négocie alors avec Éric, un chasseur veuf et alcoolique : il doit capturer Blanche-Neige, et en échange, elle ramènera sa défunte femme à la vie. Le chasseur traque Blanche-Neige et la trouve, mais lorsque Finn lui révèle que Ravenna n'a pas le pouvoir de ramener les morts à la vie, Éric aide Blanche-Neige à s'échapper. Finn rassemble des hommes pour chasser la princesse, et le Duc et William apprennent ainsi qu'elle est vivante. William part à la recherche de Blanche-Neige, et rejoint les hommes de Finn comme archer.
Blanche-Neige et le chasseur quittent l'Obscure Forêt, et elle lui sauve la vie en charmant un énorme troll qui les attaquait. Ils arrivent finalement dans un village de pêcheuses, s'enlaidissant volontairement afin de n'être d'aucune utilité pour la Reine. Le Chasseur découvre l'identité de Blanche-Neige, et la laisse aux soins des femmes, mais il revient quand il se rend compte que le village va être brûlé par les hommes de Finn. Blanche-Neige et Éric s'échappent alors et rencontrent une bande de sept nains. Muir, un nain aveugle mais devin, discerne que Blanche-Neige est le seul être capable de vaincre Ravenna et de mettre un terme à son règne.
Alors que le groupe traverse un sanctuaire de fées et rencontre Eikthyrnir, un cerf de la mythologie nordique, ils sont attaqués par Finn et ses hommes. Une bataille s'ensuit au cours de laquelle Finn, ses hommes et un nain trouvent la mort. Un des hommes se révèle être William, qui se joint au groupe alors qu'ils s'en vont retrouver le château du Duc Hammond. À mi-chemin, Ravenna prend l'apparence de William et persuade Blanche-Neige de manger une pomme empoisonnée. Elle essaie de la tuer mais s'envole lorsqu'elle est découverte par Éric et le vrai William. Ce dernier embrasse Blanche-Neige mais cela ne la réveille pas. Son corps est emmené au château du Duc. Le chasseur va voir son corps et avoue la culpabilité qu'il ressent de ne pas avoir été là pour la sauver, car sa force et son cœur lui rappellent sa défunte femme, Sara. Il l'embrasse et le sort se brise, car son baiser était d'amour sincère. Blanche-Neige se réveille et rassemble l'armée du Duc pour monter un siège contre Ravenna.
Les nains infiltrent le château par les égouts et ouvrent la herse, ce qui permet à l'armée du Duc d'entrer. Blanche-Neige affronte Ravenna, mais cette dernière l'emporte. Elle est prête à tuer Blanche-Neige quand cette dernière utilise une ruse que le chasseur lui avait appris, ce qui blesse mortellement Ravenna, et la vainc pour de bon. Le royaume retrouve la paix et l'harmonie, et Blanche-Neige est couronnée reine.

## Fiche technique
- Titre original : Snow White and the Huntsman
- Titre français et québécois : Blanche-Neige et le Chasseur
- Réalisation : Rupert Sanders
- Scénario : Hossein Amini, John Lee Hancock et Evan Daugherty, d'après Blanche-Neige des frères Grimm
- Musique : James Newton Howard
- Direction artistique : Andrew Ackland-Snow, Alastair Bullock, John Frankish, Oliver Goodier, Stuart Rose et David Warren
- Décors : Dominic Watkins
- Costumes : Colleen Atwood
- Photographie : Greig Fraser
- Son : Andy Nelson, Chris Munro, Craig Henighan, Paula Fairfield, Warren Hendriks
- Montage : Conrad Buff IV et Neil Smith
- Production : Sam Mercer, Joe Roth et Helen Hayden (de l'Unité de surf d'Irlande)

Production déléguée : Gloria S. Borders et Palak Patel
Production associée : Laurie Boccaccio
Coproduction : Sarah Bradshaw
- Sociétés de production[1] : Universal Pictures, Roth Films (Miller Roth Films) et FilmEngine
- Sociétés de distribution : Universal Pictures (États-Unis, Canada), United International Pictures (France, Belgique)
- Budget : 170 millions de $[2]
- Pays de production :  États-Unis,  Royaume-Uni
- Langue originale : anglais
- Format[3] : couleur (DeLuxe) - 35 mm / D-Cinema - 2,39:1 (Cinémascope) - son SDDS | Datasat | Dolby Digital | DTS (DTS: X)
- Genre : fantastique, action, aventures, drame
- Durée : 127 minutes ; 132 minutes (version longue)
- Dates de sortie[4] :
  - Royaume-Uni : 30 mai 2012
  - États-Unis, Canada[5] : 1er juin 2012
  - France : 11 juin 2012 (Champs-Élysées Film Festival) ; 13 juin 2012 (sortie nationale)
  - Belgique, Suisse romande[6] : 13 juin 2012
- Classification[7] :
  -  États-Unis : Accord parental recommandé, film déconseillé aux moins de 13 ans (certificat #47562) (PG-13 - Parents Strongly Cautioned)[Note 1].
  -  Royaume-Uni : Les enfants de moins de 12 ans doivent être accompagnés d'un adulte (12A - Suitable for 12 years and over)[8].
  -  France : Tous publics avec avertissement (visa d'exploitation no 133541)[9],[10],[Note 2].
  -  Québec : Tous publics (G - General Rating)[5].
  -  Suisse romande : Interdit aux moins de 12 ans[11].

## Distribution

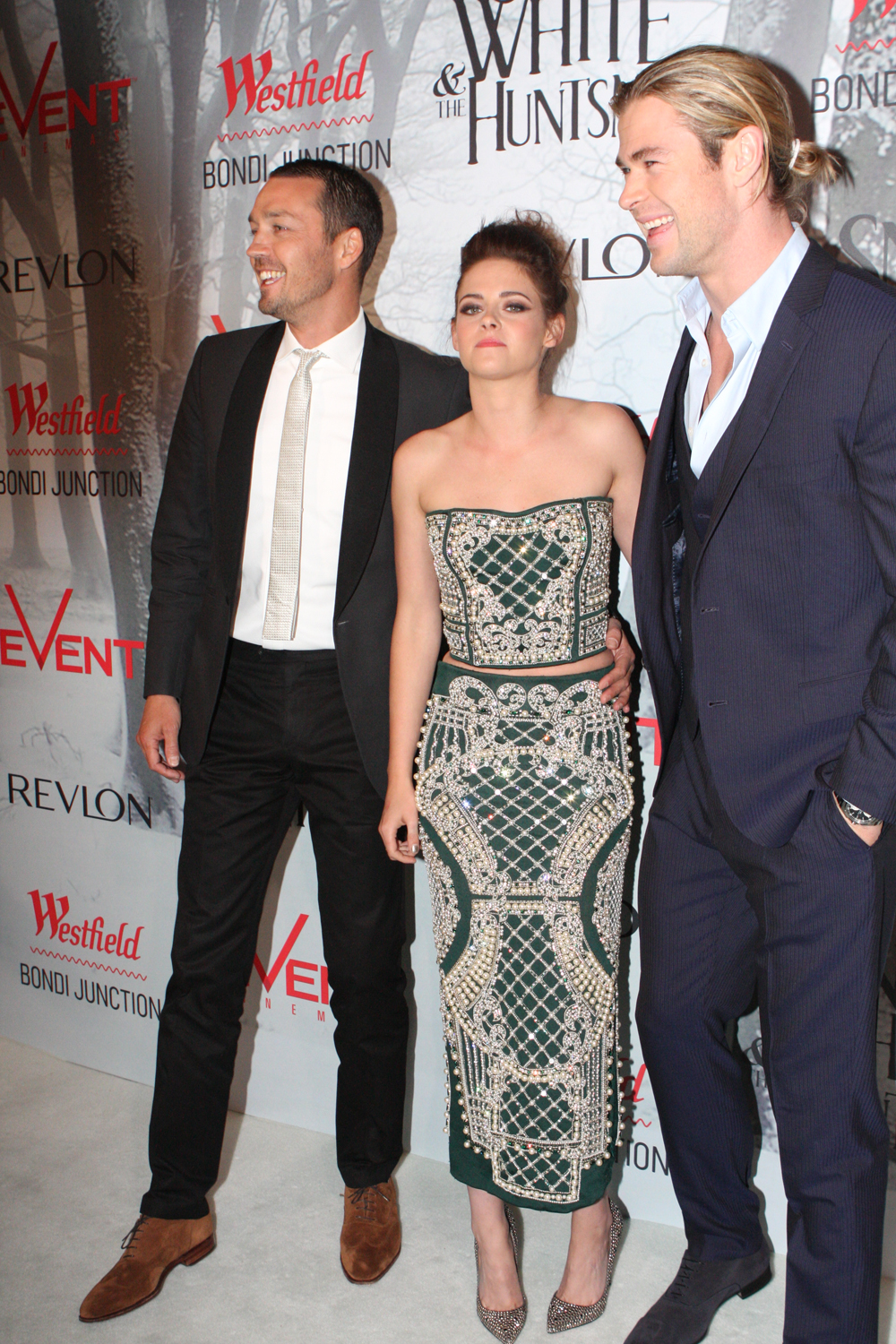
Le réalisateur Rupert Sanders, aux côtés de Kristen Stewart et Chris Hemsworth, à la première australienne du film, en juin 2012.

- Kristen Stewart (VF : Noémie Orphelin ; VQ : Annie Girard) : Blanche-Neige
- Charlize Theron (VF : Sophie Broustal[12] ; VQ : Camille Cyr-Desmarais[13]) : la Reine Ravenna
- Chris Hemsworth (VF : Adrien Antoine ; VQ : Martin Desgagné) : Eric, le chasseur
- Sam Claflin (VF : Pierre Boulanger ; VQ : Jean-Philippe Baril-Guérard) : William, fils du duc Hammond et prétendant de Blanche-Neige
- Sam Spruell (VF : Thibault de Montalembert ; VQ : Thiéry Dubé) : Finn, frère et homme de main de Ravenna
- Katie McGrath (VF : Adeline Moreau ; VQ : Stephanie LeRoy) : la fée Agathe / la reine fée des Sept nains
- Christopher Obi (VF : Thierry Hancisse) : le Miroir magique
- Rachael Stirling : Anna
- Ian McShane (VF : Patrick Raynal ; VQ : Jean-Marie Moncelet) : Beith
- Nick Frost (VF : Enrique Carballido ; VQ : Guillaume Cyr) : Nion
- Bob Hoskins (VF : Michel Robin ; VQ : Vincent Davy) : Muir
- Toby Jones (VF : Jérôme Pouly ; VQ : François Sasseville) : Coll
- Eddie Marsan (VF : Luc-Antoine Diquéro ; VQ : Lui-même) : Duir
- Ray Winstone (VF : Jérémie Covillault ; VQ : Manuel Tadros) : Gort
- Brian Gleeson (VF : Arnaud Bedouet ; VQ : Alexandre Fortin) : Gus
- Johnny Harris (VF : Emmanuel Quatra ; VQ : Frédéric Desager) : Quert
- Noah Huntley : le Roi Magnus, le père de Blanche-Neige
- Liberty Ross : la Reine Eleanor, la mère de Blanche-Neige
- Vincent Regan (VF : Christian Gonon ; VQ : Daniel Picard) : Duc Hammond
- Lily Cole : Greta
- Anastasia Hille : la mère de Ravenna
- Greg Hicks : le chef des Chevaliers Noirs
- Matt Berry : Percy
- Raffey Cassidy : la jeune Blanche-Neige

## Production

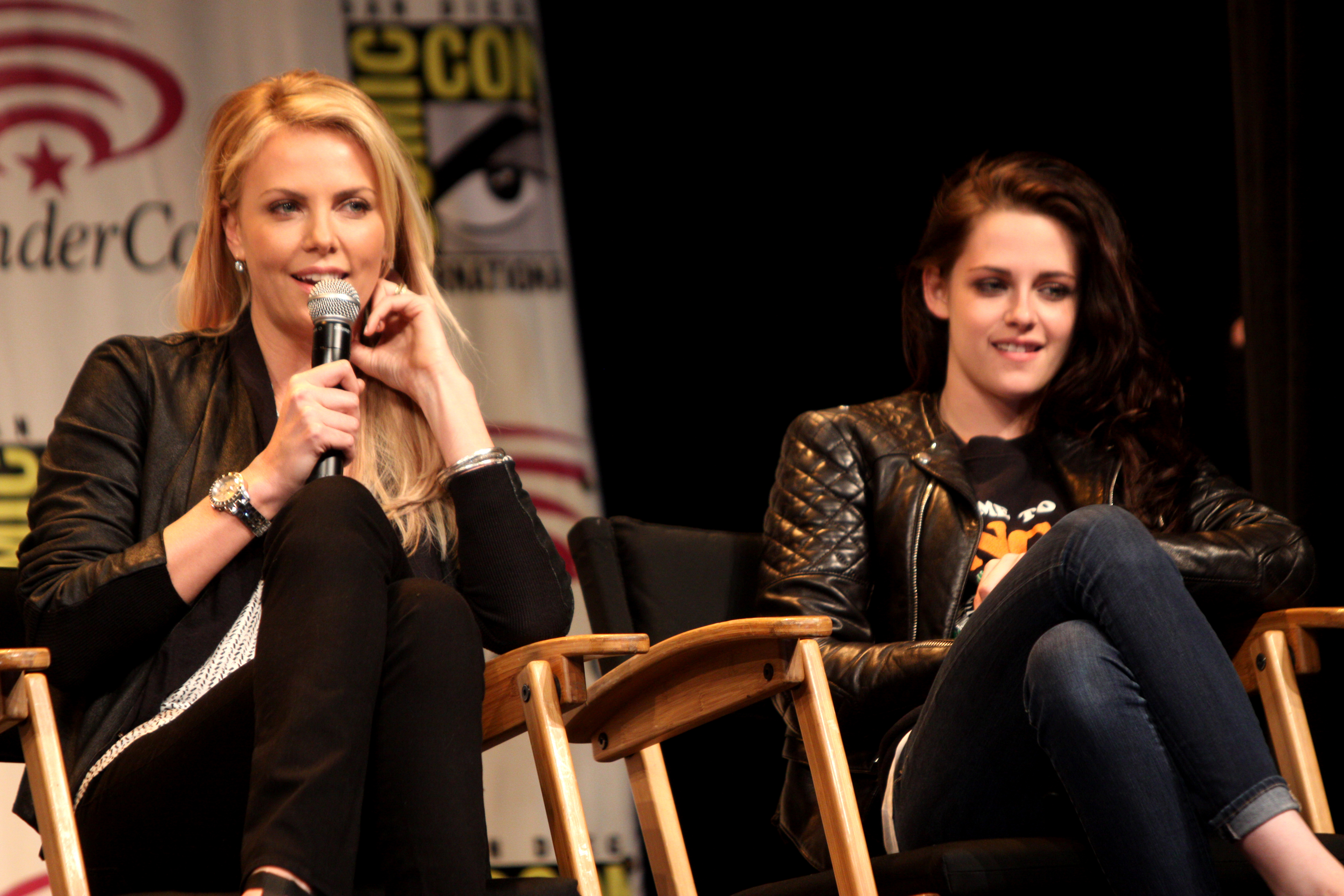
Charlize Theron et Kristen Stewart au WonderCon à Anaheim, en Californie mars 2012.

En 2011, des rumeurs circulaient déjà sur Internet concernant l'adaptation du conte de fées sur grand écran.
Les producteurs avaient déjà misé sur Charlize Theron dans le rôle de Ravenna, mais le choix du rôle principal restait encore incertain.
Le studio avait d'abord pensé à une actrice encore inconnue du public, mais très vite Kristen Stewart, s'est imposée pour le rôle. C'est finalement le producteur Joe Roth (Alice au pays des merveilles, Le Monde fantastique d'Oz) qui encourage la production à confier à la comédienne le rôle de Blanche-Neige tant espéré.
Il l'explique dans une interview : « C’était mon souhait après Alice. Au fur et à mesure, il est devenu évident pour moi que Kristen faisait sens, car c’est une excellente actrice qui n'est connue que pour un seul rôle. J’espère que ce film sera attrayant pour ceux qui aiment la saga Twilight, mais Kristen est également quelqu’un qui a du mordant. »
Cette adaptation cinématographique accueillera par la suite Chris Hemsworth (Thor) dans la peau du chasseur, homme très porté sur la bouteille qui, par le fait qu'il soit le seul homme à ne pas craindre de se rendre dans l'obscure forêt, est chargé par la reine de lui rapporter Blanche-Neige ; et Sam Claflin (Pirates des Caraïbes : La Fontaine de jouvence) sous les traits de William, l'ami d'enfance de Blanche-Neige.
Ce film voit également la dernière prestation de Bob Hoskins, qui mettra fin à sa carrière d'acteur après la sortie du film. Atteint de la maladie de Parkinson, Bob Hoskins mourra deux ans plus tard.

## Accueil

### Box-office
| Pays ou région | Box-office        | Date d'arrêt du box-office | Nombre de semaines |
| -------------- | ----------------- | -------------------------- | ------------------ |
| États-Unis     | 155 332 381 $,    | 6 septembre 2012           | 14                 |
| France         | 1 955 857 entrées | 28 août 2012               | 11                 |
| Monde          | 396 592 829 $     | 11 septembre 2012          | -                  |

## Distinctions
Entre 2011 et 2013, Blanche-Neige et le Chasseur a été sélectionné 47 fois dans diverses catégories et a remporté 13 récompenses,.

### Distinctions 2011
- Prix IGN du cinéma d'été (IGN Summer Movie Awards) : Prix IGN de la Meilleure bande-annonce de film (pour sa première bande-annonce en salle).

### Distinctions 2012
| Festivals de cinéma                                | Catégorie / Récompense                                                            | Nommé(es) / Lauréat(es)                                                                        | Nommé(es) / Lauréat(es) |
| -------------------------------------------------- | --------------------------------------------------------------------------------- | ---------------------------------------------------------------------------------------------- | ----------------------- |
| Association des critiques de cinéma de Saint-Louis | Meilleurs effets visuels                                                          | Cédric Nicolas-Troyan, Phil Brennan, Neil Corbould et Michael Dawson                           | Nomination              |
| Champs-Élysées Film Festival                       | Avant-premières américaines                                                       | Rupert Sanders                                                                                 | Nomination              |
| Prix de la bande-annonce d'or                      | Prix de la bande-annonce d’or de la Meilleure bande-annonce de film d’action      | Universal Pictures et Wild Card (pour Forever)                                                 | Lauréat                 |
| Prix de la bande-annonce d'or                      | Prix de la bande-annonce d’or du Meilleur spot télévisé du blockbuster d'été 2012 | Universal Pictures (pour Ravenna)                                                              | Lauréat                 |
| Prix de la bande-annonce d'or                      | Le meilleur du spectacle                                                          | Universal Pictures et Wild Card (pour Forever)                                                 | Nomination              |
| Prix de la bande-annonce d'or                      | Meilleurs graphiques d'animation et de titre                                      | Universal Pictures (pour Domestic Trailer 2)                                                   | Nomination              |
| Prix de la bande-annonce d'or                      | Meilleur spot télévisé du blockbuster d'été 2012                                  | Universal Pictures, Wild Card (pour Bound)                                                     | Nomination              |
| Prix de la bande-annonce d'or                      | Meilleur spot télévisé du blockbuster d'été 2012                                  | Universal Pictures, Aspect Ratio (pour Kingdom)                                                | Nomination              |
| Prix des opérateurs (The Operators Award)          | Meilleur long métrage                                                             | George Richmond                                                                                | Nomination              |
| Prix du jeune public                               | Prix du jeune public du Meilleur pétage de plombs                                 | Charlize Theron                                                                                | Lauréat                 |
| Prix du jeune public                               | Prix du jeune public de la Meilleure actrice de l'été                             | Kristen Stewart                                                                                | Lauréat                 |
| Prix du jeune public                               | Prix du jeune public du Meilleur acteur de l'été                                  | Chris Hemsworth                                                                                | Lauréat                 |
| Prix du jeune public                               | Révélation de l'année                                                             | Sam Claflin                                                                                    | Nomination              |
| Prix du jeune public                               | Meilleur film d'action / aventure de l'été                                        | Blanche-Neige et le Chasseur                                                                   | Nomination              |
| Prix du jeune public                               | Meilleure actrice de l'été                                                        | Charlize Theron                                                                                | Nomination              |
| Prix du jeune public                               | Meilleure méchante                                                                | Charlize Theron                                                                                | Nomination              |
| Prix mondiaux de la bande originale                | Meilleure chanson originale écrite pour un film                                   | Florence Welch et Isabella Summers (Florence and the Machine) (pour la chanson Breath of Life) | Nomination              |
| Prix Satellites                                    | Meilleurs costumes                                                                | Colleen Atwood                                                                                 | Nomination              |
| Prix Satellites                                    | Meilleur son                                                                      | Andy Nelson, Chris Munro et Craig Henighan                                                     | Nomination              |
| Prix IGN du cinéma d'été (IGN Summer Movie Awards) | Meilleur film fantastique                                                         | Blanche-Neige et le Chasseur                                                                   | Nomination              |
| Société britannique des cinéastes                  | Nommé au Prix des opérateurs GBCT                                                 | George Richmond                                                                                | Nomination              |
| Société des critiques de films de San Diego        | Prix spécial                                                                      | Greig Fraser                                                                                   | Lauréat                 |

### Distinctions 2013
| Festivals de cinéma                                                                         | Catégorie / Récompense                                     | Nommé(es) / Lauréat(es)                                              | Nommé(es) / Lauréat(es) |
| ------------------------------------------------------------------------------------------- | ---------------------------------------------------------- | -------------------------------------------------------------------- | ----------------------- |
| Académie des films de science-fiction, fantastique et d'horreur - Prix Saturn               | Meilleur film fantastique                                  | Blanche-Neige et le Chasseur                                         | Nomination              |
| Académie des films de science-fiction, fantastique et d'horreur - Prix Saturn               | Meilleure actrice dans un second rôle                      | Charlize Theron                                                      | Nomination              |
| Académie des films de science-fiction, fantastique et d'horreur - Prix Saturn               | Meilleurs costumes                                         | Colleen Atwood                                                       | Nomination              |
| Académie des films de science-fiction, fantastique et d'horreur - Prix Saturn               | Meilleurs effets spéciaux                                  | Cédric Nicolas-Troyan, Phil Brennan, Neil Corbould et Michael Dawson | Nomination              |
| Guilde des créateurs de costumes                                                            | Meilleurs costumes de film fantastique                     | Colleen Atwood                                                       | Nomination              |
| MTV Movie Awards                                                                            | Meilleur héros                                             | Kristen Stewart                                                      | Nomination              |
| Oscars du cinéma,                                                                           | Meilleure création de costumes                             | Colleen Atwood                                                       | Nomination              |
| Oscars du cinéma,                                                                           | Meilleurs effets visuels                                   | Cédric Nicolas-Troyan, Phil Brennan, Neil Corbould et Michael Dawson | Nomination              |
| Prix CinEuphoria (CinEuphoria Awards)                                                       | Prix du public du Top 10 de l'année                        | Rupert Sanders                                                       | Lauréat                 |
| Prix CinEuphoria (CinEuphoria Awards)                                                       | Prix du public de la Meilleure actrice dans un second rôle | Charlize Theron                                                      | Lauréat                 |
| Prix CinEuphoria (CinEuphoria Awards)                                                       | Compétition internationale de la Meilleure actrice         | Charlize Theron                                                      | Nomination              |
| Prix du choix des enfants                                                                   | Héroïne préférée                                           | Kristen Stewart                                                      | Lauréat                 |
| Prix du guide de cinéma (MovieGuide Awards)                                                 | Meilleur film pour un public mature                        | Blanche-Neige et le Chasseur                                         | Nomination              |
| Prix du guide de cinéma (MovieGuide Awards)                                                 | Film le plus inspirant                                     | Blanche-Neige et le Chasseur                                         | Nomination              |
| Prix du guide de cinéma (MovieGuide Awards)                                                 | Performances les plus inspirantes dans les films           | Kristen Stewart                                                      | Nomination              |
| Prix du public                                                                              | Film préféré                                               | Blanche-Neige et le Chasseur                                         | Nomination              |
| Prix du public                                                                              | Héroïne préférée                                           | Kristen Stewart                                                      | Nomination              |
| Prix du public                                                                              | Alchimie à l'écran préférée                                | Kristen Stewart et Chris Hemsworth                                   | Nomination              |
| Prix internationaux du cinéma en ligne (INOCA) (International Online Cinema Awards (INOCA)) | Meilleure chanson originale                                | Florence and the Machine (pour la chanson Breath of Life)            | Nomination              |
| Prix Razzie,                                                                                | Prix Razzie de la Pire actrice                             | Kristen Stewart                                                      | Lauréat                 |
| Prix Rembrandt                                                                              | Meilleure actrice international                            | Kristen Stewart                                                      | Nomination              |
| Prix Yoga (Yoga Awards)                                                                     | Prix Yoga de la Pire actrice étrangère                     | Kristen Stewart                                                      | Lauréat                 |
| Récompenses des arts du cinéma et de la télévision de la British Academy,                   | Meilleurs costumes                                         | Colleen Atwood                                                       | Nomination              |
| Société Américaine des Compositeurs, Auteurs et Éditeurs de Musique (ASCAP)                 | Prix ASCAP des Meilleurs films au box-office               | James Newton Howard                                                  | Lauréat                 |